# Stanisław Puzyna
Stanisław Puzyna, herbu Oginiec (ur. 26 kwietnia 1883 w Stryhowie – zm. 13 czerwca 1955 w Gdańsku) – polski inżynier komunikacji, profesor Politechniki Warszawskiej i Politechniki Gdańskiej.

## Życie
Ukończył ze srebrnym medalem IV Gimnazjum w Warszawie (1902). Studiował w Instytucie Inżynierów Komunikacji w Petersburgu, który ukończył w 1909 z tytułem inżyniera. komunikacji. Podczas studiów odbył praktyki wakacyjne: w 1906 roku przy trasowaniu Kolei Siemireczyńskiej w rosyjskim Turkiestanie, a w 1907 roku przy budowie węzła kolejowego w Debelcewie w Zagłębiu Donieckim. Po opracowaniu w 1910 projektu domu mieszkalnego w 1911 rozpoczął działalność zawodową na terenie Imperium Rosyjskiego.
Będąc naczelnikiem oddziału w Biurze Studiów Kolejowych inż. Józefa Nowkuńskiego w Petersburgu a następnie  zastępcą dyrektora  Wydziału Ruchu Kolei Łódź Fabryczna pracował przy wytyczaniu tras kolejowych  Łódź-Wieruszów, Czernihów-Poczep  (192 km) i Koluszki-Radom (107 km). Po powrocie w lipcu 1912 na stanowisko naczelnika w firmie Nowkuńskiego uczestniczył w latach 1912-1921 w trasowaniu i budowie linii kolejowych w głębi Rosji: Petersburg-Orzeł, Nielidowo-Dorpat (1400 km), budowa! linie Tawda-Tobolsk (210 km), Dynaburg-Kowno (203 km), Noworżew-Nowosokolniki (245 km), zaś w I. 1914-19 poszczególnych odcinków kolei murmańskiej (142 km), a potem linii Okołówka-Szerechowicze (54 km). W trakcie tych prac zaprojektował i wybudował wiele mostów rozmaitej konstrukcji i rozpiętości.
Do Polski powrócił w grudniu 1921 jako repatriant, po podpisaniu pokoju ryskiego z bolszewicką Rosją. W latach 1923–1935 pracował w warszawskiej "Spółce Techniczno-Budowlanej Wolski, Wiśniewski Inżynierowie", od 1927 był jej kierownikiem technicznym. W tym czasie do jego najbardziej znaczących prac projektowych należały: przebudowa szlaku kolejowego Lublin-Rozwadów, obejście Bydgoszczy na linii kolejowej Śląsk-Gdynia, część śląskiej magistrali węglowej na odcinku Herby-Panki. Był również autorem projektów wielu kolei wąskotorowych wraz z mostami w województwach: poznańskim, pomorskim, warszawskim, lubelskim, poleskim. W samej Warszawie wykonał realizację domu kwaterunku wojskowego, kolektora na Okęciu, wykopu i budowę linii średnicowej w 1933 wraz z budową dla niej peronów na terenie Dworca Głównego budowę wiaduktu żelbetowego pod ul. Żelazną a także budowa  Wojskowego Instytutu Geograficznego i hali warsztatowej Polskich Zakładów Lotniczych. Projektował i nadzorował budowę głównych inwestycji portowych Gdyni takich jak: Dworzec Morski, Magazyn Tranzytowy, Magazyn Bawełniany. Poza tym wykonał fabrykę kwasu siarkowego w Toruniu oraz elewator nasion buraczanych w Kutnie. Do jego osiągnięć zawodowych należą też projekty mostów i wiaduktów, między innymi przez Prosnę (1924, drewniany), przez Bzurę (1927, dwa drewniane) oraz przez Wieprz i Por (1928).
Po zakończeniu współpracy z firmą Wolskiego i Wiśniewskiego w latach 1936-1939 prowadził własne przedsiębiorstwo budowlane "S. Dłuski, S. Puzyna i S-ka". W tym czasie zaprojektował i zbudował budynek poselstwa szwedzkiego w Warszawie, przebudował Pałac Belwederski. Wykonał projekt fundamentowania stoczni marynarki wojennej na Oksywiu a także sporządził projekty mi miał nadzór w ich wykonaniu przy budowie schronu dla składu benzyny na lotnisku w Porubanku pod Wilnem oraz szeregu kamienic czynszowych w Warszawie.
Równolegle od końca lat 20. XX wieku prowadził zajęcia z fundamentowania na Politechnice Warszawskiej, początkowo jako starszy asystent (1929-1934) a następnie jako wykładowca (1934-1939)  na Wydziale Inżynierii Lądowej i Wodnej. W latach 1936–1939 kierowa! też gabinetem fundamentowania przy Katedrze Mechaniki Gruntów i Fundamentowania na tym wydziale. Był także kontraktowym profesorem fundamentowania w Wyższej Wojskowej Szkole Inżynierii (1937-1939)
Podczas II wojny światowej mieszkał w Warszawie nadzorując składy kilku firm, m.in. Tow. Robót Kolejowych "Torok", "Spółki Techniczno-Budowlanej Wolski-Wiśniewski", "A. Czudowski i Spółka". Wykonywał także doraźne projekty odbudowy i zabezpieczenia różnych ich obiektów. Uczestniczył także w l. 1943-1944 w pracach Polskiego Komitetu Normalizacyjnego w dziale budownictwa. Po wybuchu powstania warszawskiego wraz z rodziną został wywieziony do obozu przechodniego w Grodzisku Mazowieckim (6 sierpnia 1944 - luty 1945).
Od 18 lutego do 31 września 1945 był profesorem nadzwyczajnym Katedry Budownictwa Ogólnego na Wydziale Inżynierii Politechniki Warszawskiej z tymczasową siedzibą w Lublinie. Następnie związał się z Politechniką Gdańską, gdzie najpierw jako profesor zwyczajny  kierował Katedrą Budownictwa Ogólnego na Wydziale Inżynierii (1945-1953) a następnie Zespołową Katedrą Budownictwa Ogólnego i Przemysłowego (1953-1955), Wykładał budownictwo ogólne i podstawy budownictwa przemysłowego na Wydziałach Chemicznym, Elektrycznym i Mechanicznym, materiały budowlane na Wydziale Architektury. Wykładał także  podstawy budownictwa przemysłowego w Chemicznej Szkole Inżynierskiej i Wieczorowej Szkole Inżynierskiej w Gdańsku. W latach 1945–1948 kierował Biurem Odbudowy Stoczni Polskich, współpracując z Polskim Komitetem Normalizacyjnym. Członek Polskiego Związku Inżynierów i Techników Budownictwa w Oddziale Wybrzeże w Gdańsku (1949–1954). W 1951 wykonał wraz z zespołem oryginalny i nowatorski projekt latarni morskiej w Krynicy Morskiej, który zrealizowano w tym samym roku w miejsce zburzonej przez żołnierzy sowieckich.
Był autorem podręczników fundamentowania oraz wielu artykułów. Został pochowany wraz z drugą żoną na cmentarzu Centralnym "Srebrzysko" w Gdańsku - Wrzeszczu.

### Prace Stanisława Puzyny
podręczniki
- Podręcznik politechniczny Fundamentowanie, Warszawa 1934,
- Podręcznik dla liceów drogowych Fundamentowanie Lublin 1945.
- Ciesielskie połączenia konstrukcji drewnianych Gdańsk 1948,

artykuły,
- Budowa wykopu linii średnicowej, "Przegląd Budowlany" R. 5: 1933 z. 12,
- Problem pali Slraussa w: Socjalistyczna postawa i metoda pracy w budownictwie. Materiały nadesłane na Zjazd Naukowy Polskiego Związku Inżynierów i Techników Budownictwa w Gdańsku 1-4 XII 1949, Z. 2, Warszawa 1949,
- Koordynacja robót instalacyjnych i budowlanych, w: Socjalistyczna postawa i metoda pracy w budownictwie. Materiały nadesłane na Zjazd Naukowy Polskiego Związku Inżynierów i Techników Budownictwa w Gdańsku 1-4 XII 1949, Z. 2, Warszawa 1949,

## Życie prywatne
Urodził się w rodzinie ziemiańskiej, był synem Stanisława Modesta (1850-1923) i Kazimiery z Zielińskich (1862-1951). Żonaty dwukrotnie, po raz pierwszy z Marią Katarzyną z Wojnicz-Sianożęckich (1892–1927), po raz drugi z Antoniną z Podlasiaków (1896–1964). Miał syna Stanisława, porucznika Dywizjonu 307 w Anglii (1917–1942).